# Citadelle de Wesel

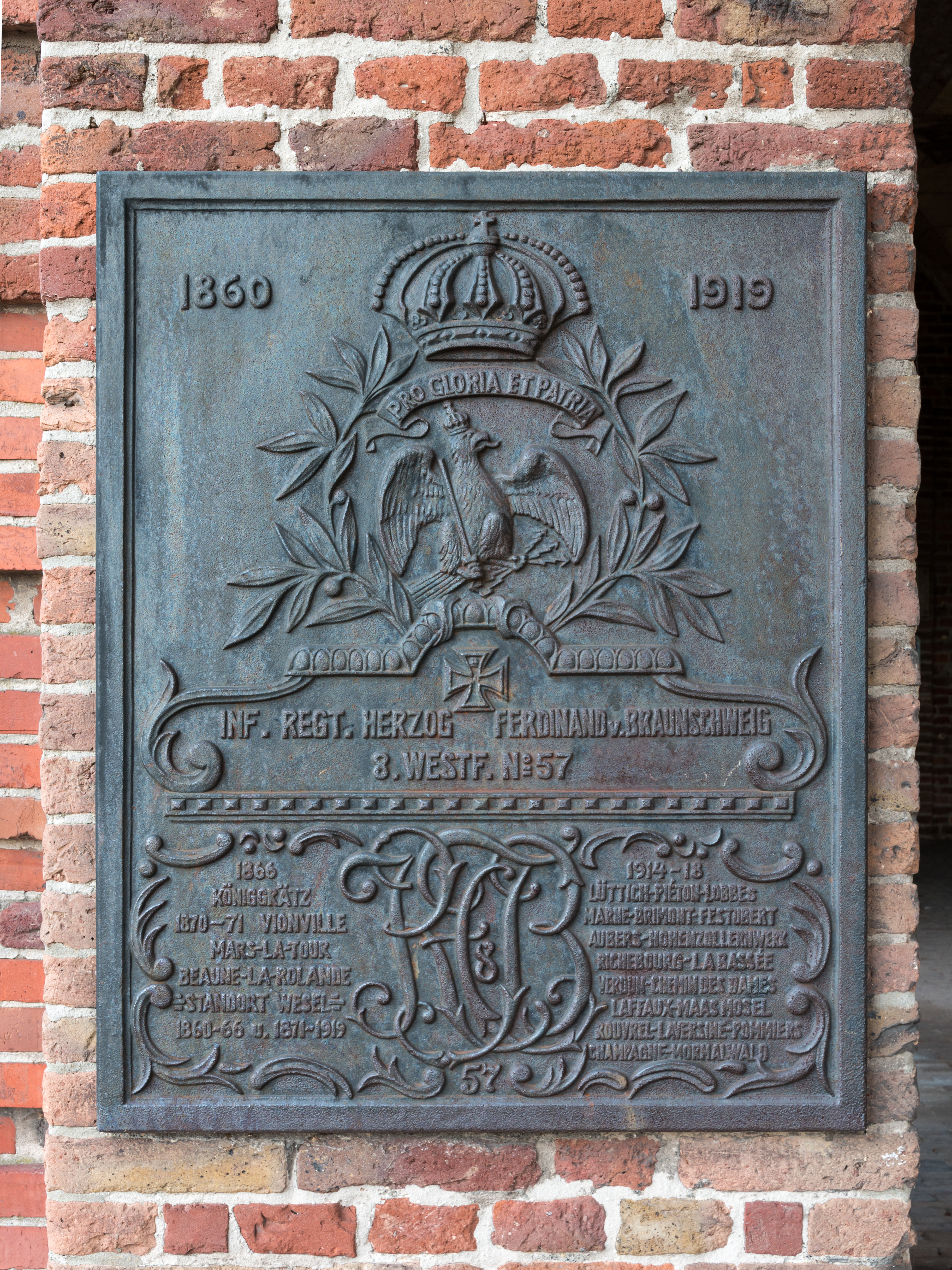
Plaque du d'infanterie à la porte principale de la citadelle de Wesel

La citadelle de Wesel est l'une des plus grandes fortifications de Rhénanie et est construite à Wesel entre 1688 et 1722 selon les plans de Johan de Corbin sous la forme d'une étoile à cinq branches, chaque pointe représentant un bastion. La citadelle est le noyau de la forteresse de Wesel. Aujourd'hui, la citadelle est utilisée comme centre culturel. Il comprend le musée LVR bas-rhénan de Wesel (de), une partie du musée de la ville de Wesel, l'école de musique et d'art de Wesel (de) et les archives de la ville de Wesel (de) et est un lieu central de la nuit de la culture de Wesel (de).

## Histoire
La ville de garnison impériale de Wesel abritait quatre régiments prussiens, la citadelle le 56e régiment d'infanterie et le 57e régiment d'infanterie. Ce dernier se compose de trois bataillons de quatre compagnies chacun et a un effectif en temps de paix de 2 364 hommes et un effectif en temps de guerre de 3 240 hommes. Le 7e régiment d'artillerie de campagne (de) et le 43e régiment d'artillerie de campagne sont également implantés. Le souvenir de ces régiments de Wesel perdure même après leur dissolution à la suite du traité de Versailles. Les clubs traditionnels, les journaux traditionnels et les réunions de garnison ou de régiments existent jusqu'à la fin des années 1960.

## Architecture
Les grandes lignes architecturales de la citadelle remontent aux principes de Sébastien Le Prestre de Vauban et de Menno van Coehoorn, les plus importants bâtisseurs de forteresse de son temps. Les coûts de construction de la phase de construction réalisée entre 1668 et 1700 sont estimés à 373 452 Reichstalers (de). Les années suivantes, des moyens financiers considérables sont également investis dans la construction ; pour les années 1701 et 1702, on estime les dépenses à 221 600 Reichstalers. Durant cette période, l'ensemble de la forteresse de Wesel est équipé de 250 pièces d'artillerie.
En 1687, Frédéric-Guillaume de Brandebourg ordonne la construction d'une citadelle pour faire de Wesel une ville fortifiée. Elle doit être construite au sud de la ville, reliée aux fortifications existantes, et équipée de cinq bastions et de cinq demi-lunes, qui doivent en outre être dotés de flancs en retrait. Johan de Corbin s'y installe à partir de 1692. À partir de 1702 ou 1706, Jean de Bodt devient chef d'artillerie et est nommé commandant de la forteresse de Wesel. Ce n'est peut-être qu'en 1716 que Frédéric-Guillaume Ier de Prusse le charge de superviser l'exécution des travaux de fortification. La porte principale de la citadelle est construite par lui en 1718. Lorsque de Bodt quitte Wesel en 1728, l'expansion de la forteresse est effectivement terminée. Probablement jusqu'au milieu du XVIIIe siècle, la citadelle est renforcée sur ses côtés sud et est par de vastes ouvrages. Pendant leur occupation de 1805 à 1814, les Français construisent dans la citadelle un bâtiment en briques de deux étages sans sous-sol, qui existe encore aujourd'hui : l'ancienne caserne VIII
La porte principale est aménagée de manière représentative. Dans l'aile sud des deux bâtiments se trouve une cellule de prison où, entre autres, les onze officiers de Schill attendent leur procès.

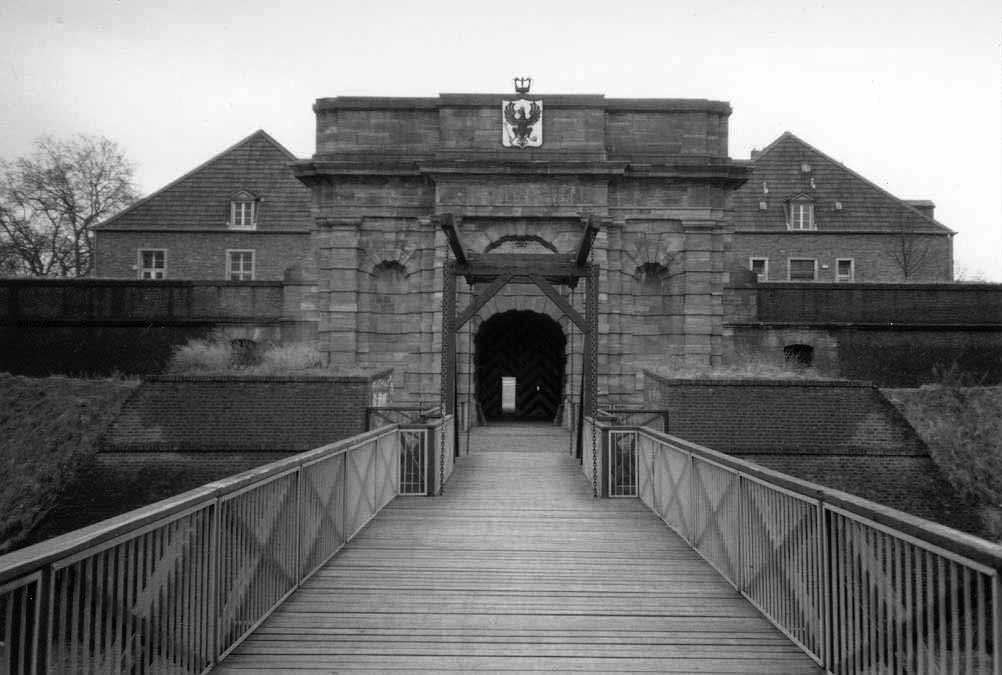
La porte principale de la citadelle de Wesel vue du côté de la ville
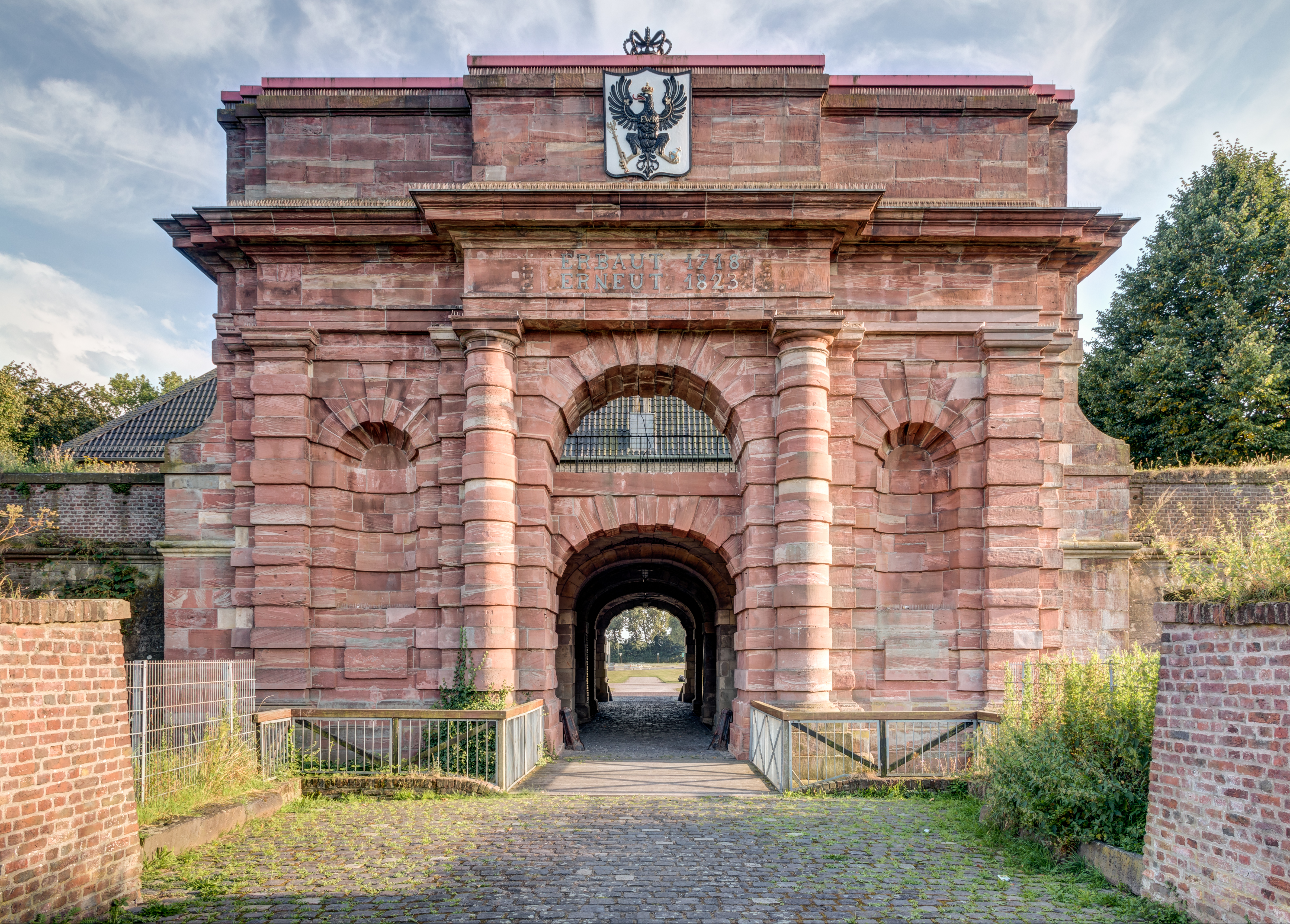
De même la porte principale de la citadelle
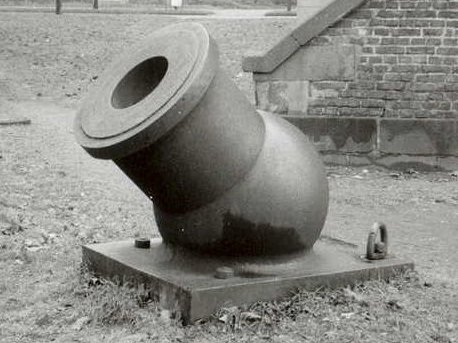
Un ancien mortier français placé ici après 1871
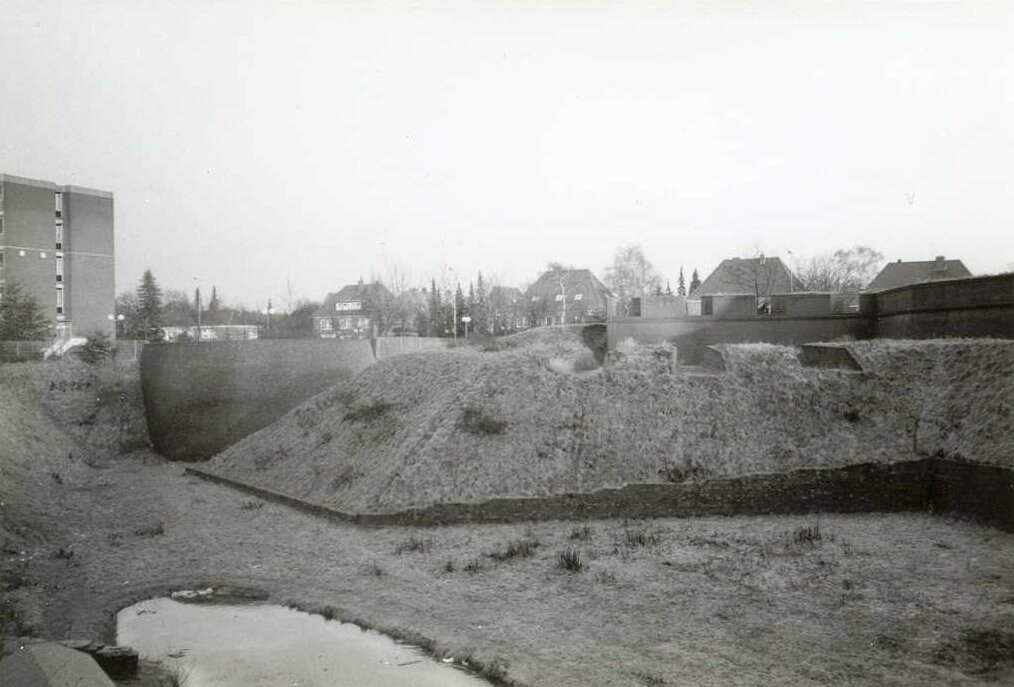
La tenaille devant la courtine de la citadelle
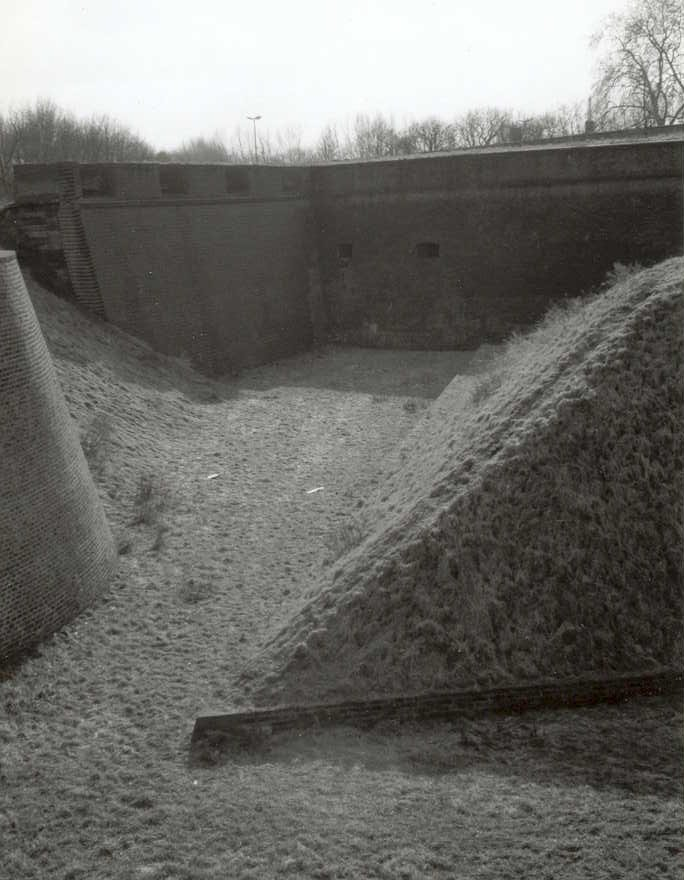
La transition de la Tenaille au bastion de la citadelle

## Utilisation actuelle

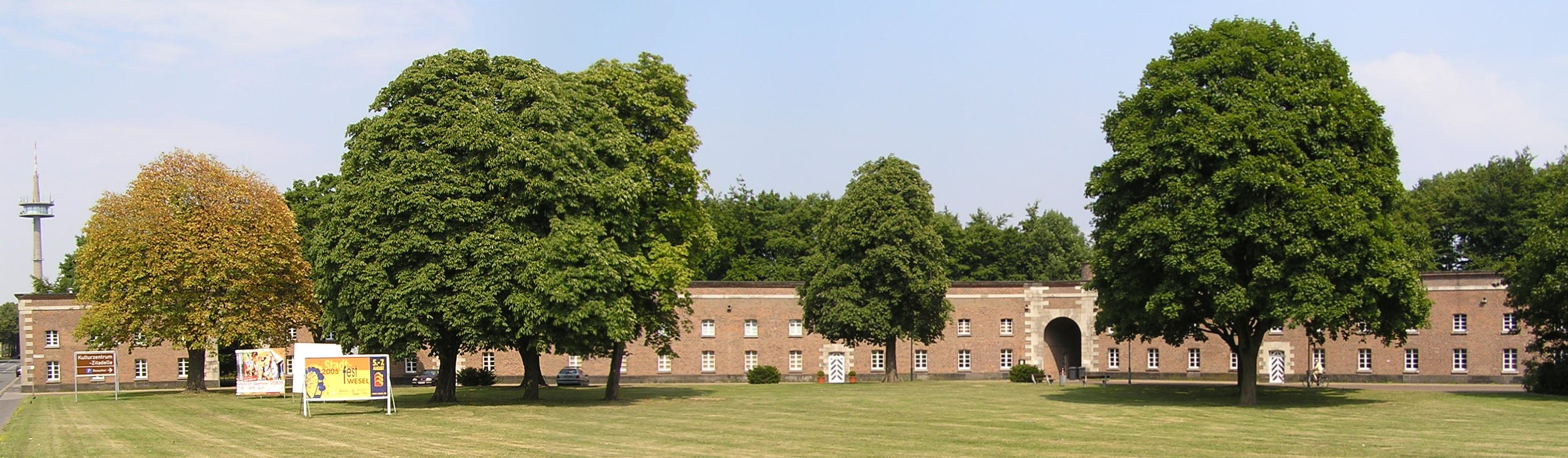
Caserne VIII de la citadelle, aujourd'hui école de musique et d'art

À la suite des travaux de déconstruction effectués après la Première Guerre mondiale en 1919/1920, les anciennes fortifications ont aujourd'hui disparu. En particulier, l'enceinte est ouverte sur le Rhin et la Lippe, le camp ennemi d'origine. Seul un nom de rue rappelle la porte des champs qui s'y trouvait. La citadelle est utilisée comme centre culturel et est le lieu principal de la Nuit de la culture de Wesel (de) qui a lieu chaque année en septembre depuis 2002 
Les bâtiments suivants ont survécu:
- Porte principale avec courtine, pont, tenaille, pont et fossé de 1718 (Jean de Bodt), rénovée en 1823, sert aujourd'hui au musée municipal, section casemate Schill. Bien que cette porte soit également fortifiée, elle représente en fait la liaison vers la ville.
- La prison des officiers de 1727 (propriété privée) abrite l'école de danse Bodywave (école de danse et de culture orientales, inh. Sahéla S. Brock), Jefimowa Ballet (école de ballet et de danse scénique), l'atelier de confection de corsets "Hellmade Corsetts", l'atelier d'art de Steve McNeely et l'atelier de l'artiste Anja Weinberg.
- Boulangerie de garnison No. II de 1809, est utilisée par les archives de la ville de Wesel (de) avec un atelier de restauration.
- Caserne VIII de 1809, est rénovée pour l'école de musique et d'art de Wesel (de).
- Körnermagazin vers 1835, abrite aujourd'hui le musée LVR bas-rhénan de Wesel (de)

## Liste des gouverneurs de la citadelle de Wesel
- 1675  Alexander van Spaen, Generalfeldmarschall
- 1692  Friedrich von Heiden (1633–1706), général d'infanterie
- 1702  Philipp Karl von Wylich und Lottum (1650–1719), Generalfeldmarschall
- 1719  Johann Sigismund von der Heyden (de) (1656–1730)
- 1730  Konrad Heinrich von der Mosel (de) (1663–1733), generalleutnant
- 1733  Hans Christoph von Bardeleben (de), generalmajor (1766-1736)
- 1736  Friedrich Wilhelm von Dossow (1669–1758) , général d'infanterie
- 1756  Frédéric II de Hesse-Cassel, generalleutnant
- 1757  Heinrich August de La Motte-Fouqué (1698–1774), generalleutnant
- 1787–1788 Friedrich Wilhelm von Gaudi (1725–1788), generalleutnant
- 1790  Martin Ernst von Schlieffen (1732–1825), generalleutnant
- 1792  Alexander Friedrich von Woldeck (1720–1795), generalleutnant
- 1796  Friedrich August Albrecht von Tschirschky (1734–1799), generalmajor
- 1797  Guillaume IX de Hesse (1743-1821), Generalfeldmarschall
- 1814  Karl Friedrich Franciscus von Steinmetz (1768–1837), generalmajor